# Geschichte der Akupunktur

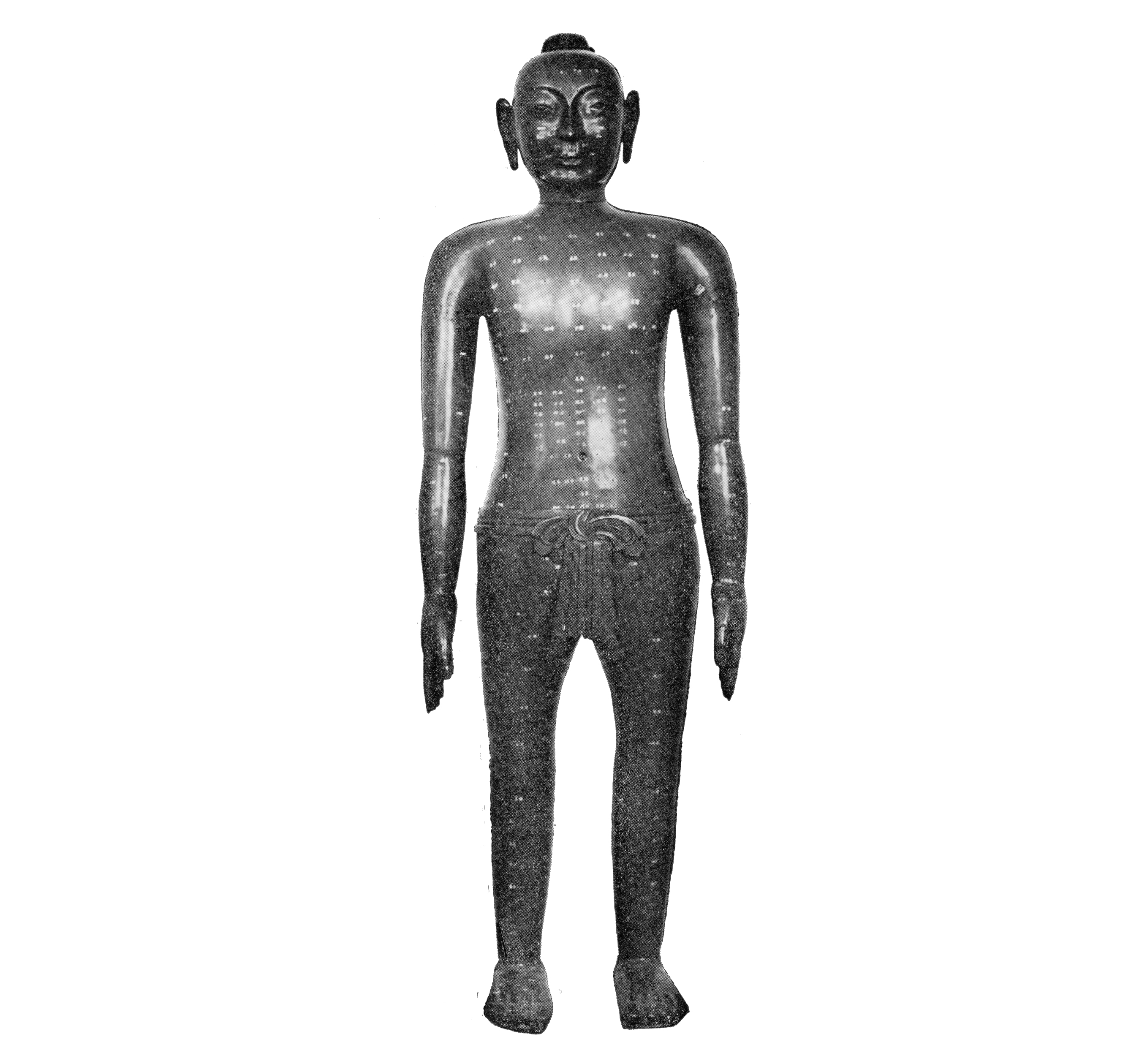
Nachbildung einer lebensgroßen Bronzefigur mit Akupunkturpunkten aus der Song-Dynastie

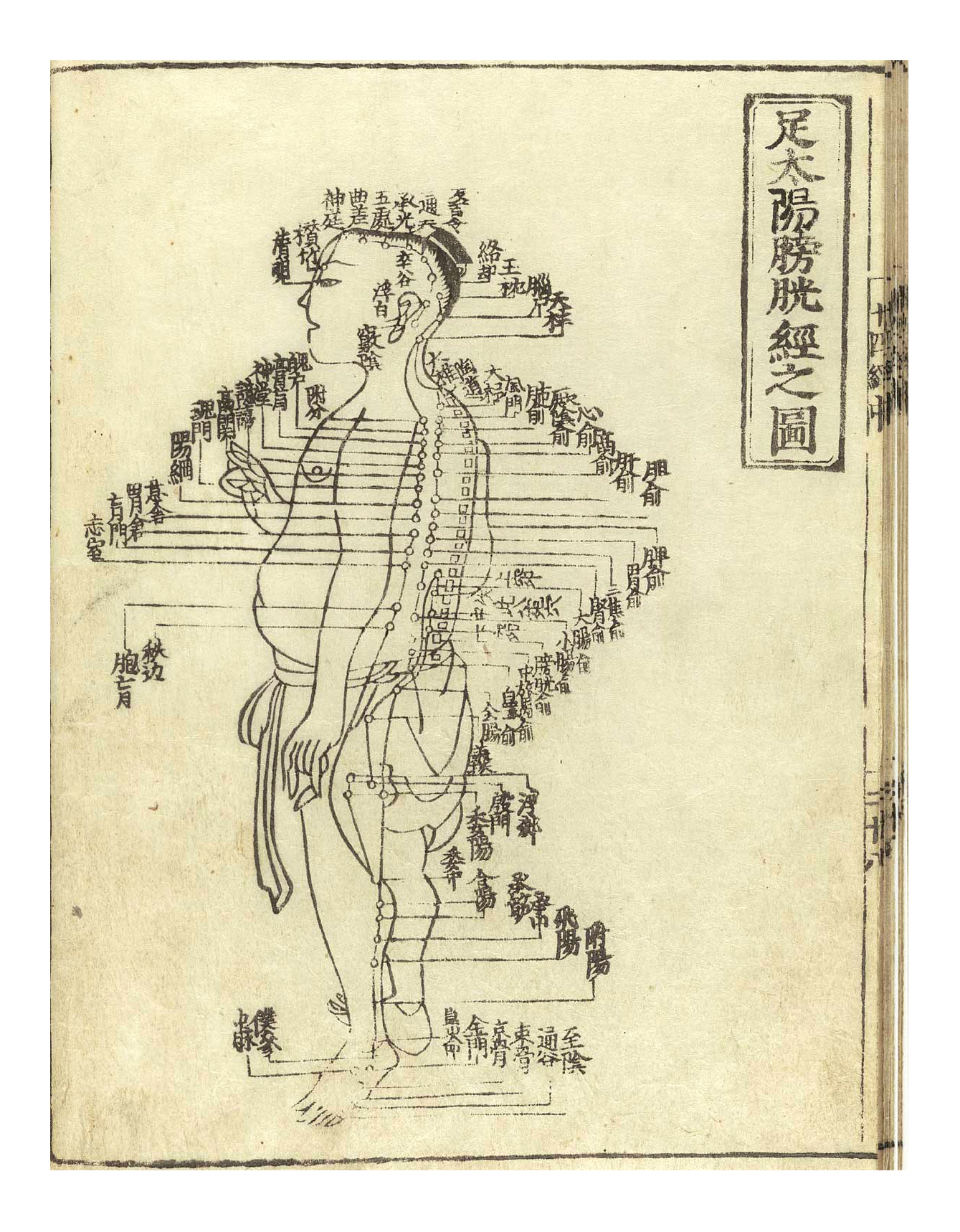
Historische Akupunkturtafel, Tokio 1716

## Geschichte der Akupunktur
Die älteste bekannte schriftliche Erwähnung der Akupunktur und Moxibustion (chinesisch 針灸, Pinyin zhēn jiǔ – „Akupunktur und Moxibustion“) stammt aus dem zweiten Jahrhundert vor Christus. Der chinesische Historiker Sima Qian erwähnt in seinen Aufzeichnungen erstmals Steinnadeln.
Die älteste Sammlung chinesischer medizinischer Schriften Innere Klassiker des Gelben Kaisers (Huangdi Neijing) aus der Zeit zwischen 200 Jahre vor und nach der Zeitenwende integriert die Aku-Moxi-Therapie in die damalige Medizin und beschreibt verschiedene Nadeln (aus Metall), Stichtechniken und Indikationen für die Anwendung bestimmter Punkte. In diesem Werk sind 160 Punkte beschrieben.
Das erste eindeutig datierbare Werk über Akupunktur ist Der Systematische Aku-Moxi-Klassiker (Zhenjiu jiayijing) von Huangfu Mi (215–282). Darin werden eine klare Terminologie, eine Topologie von 349 Akupunkturpunkten und systematische Hinweise auf deren Wirkung beschrieben.
Weitere bedeutsame Schriften sind die Erläuterungen der 14 Hauptleitbahnen von Hua Boren (1341), die Untersuchungen über die acht unpaarigen Leitbahnen von Li Shizhen (1518–1593), sowie die Summe der Aku-Moxi-Therapie (Zhen jiu da cheng. 1601) von Yang Jizhou (1522–1620).

### Europa 16. bis 19. Jahrhundert

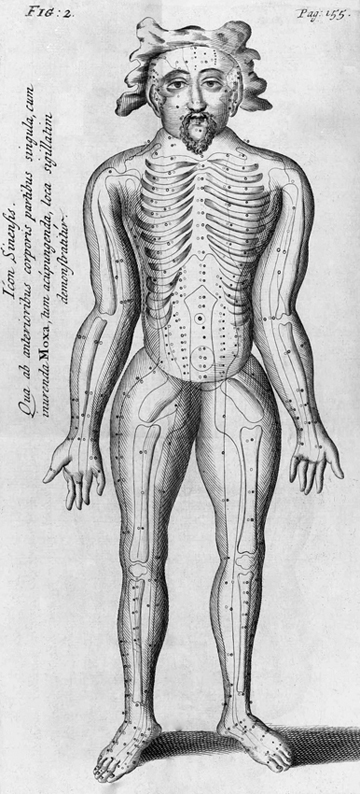
Icon Sinensis, "chinesische Leitbahn-Tafel" in Ten Rhijnes Mantissa Schematica, 1683.

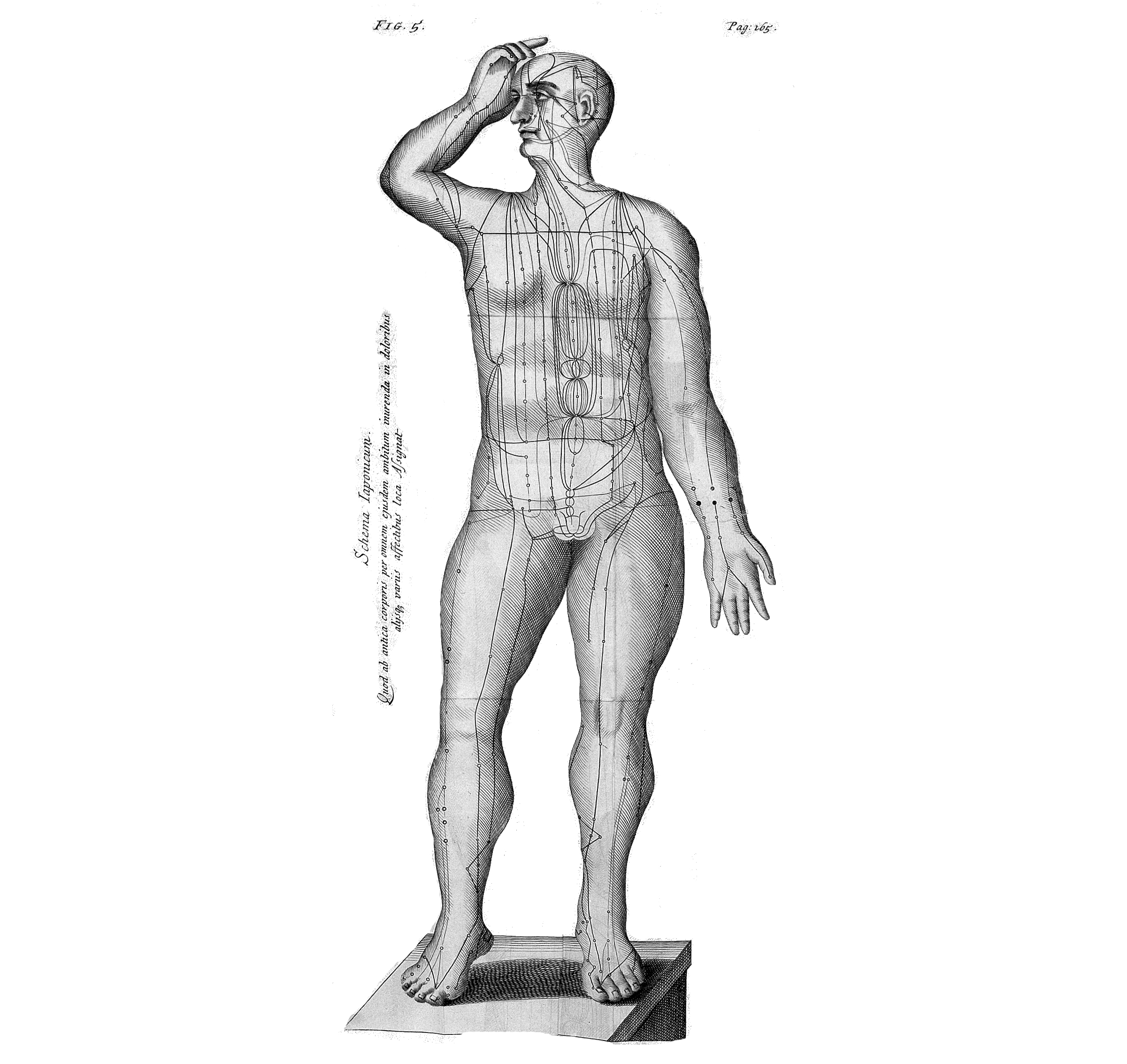
Icon Japonensis, "japanische Leitbahn-Tafel" in Ten Rhijnes Mantissa Schematica, 1683.

Schon im späten 16. und frühen 17. Jahrhundert erwähnten portugiesische Jesuiten in Briefen aus Japan das Brennen mit Moxa und die Nadeltherapie. Einige Zeilen mehr schrieb der für die niederländische Ostindien-Kompanie tätige dänische Arzt De Bondt (Bontius). In der 1658 gedruckten Historiae naturalis et medicae Indiae orientalis libri sex berichtet er, dass man in Japan „bei chronischen Kopfschmerzen, bei Obstruktionen der Leber und Milz, auch bei der Pleuritis […] mit einem silbernen oder aus Stahl gemachten Stylus, nicht viel dicker als die Saiten einer Zither, durch langsames oder sachtes Einführen die oben erwähnten Innereien“ durchbohre, so dass er auf der anderen Seite wieder heraustrete (!), was er selbst in Java gesehen habe.
1683 verfasste Willem ten Rhijne (ebenfalls ein Arzt der Ostindien-Kompanie) auf der Grundlage seiner Studien in Japan eine ausführliche Abhandlung (Dissertatio de Arthritide: Mantissa Schematica: De Acupunctura: Et Orationes Tres), in der er die klinischen Wirkungen der Nadelstichtherapie beschrieb und dafür den Begriff Akupunktur (lat. acus = Nadel; punctura = Stich) prägte. Hier findet sich auch eine Beschreibung der Leitbahnen (Mantissa Schematica), die er allerdings als Blutgefäße missverstand. Den Wirkungsmechanismus der Akupunktur interpretierte Ten Rhijne als derivativ (ableitend): „Den Kopf sticht man bei Kopfschmerzen, Benommenheit, Epilepsie, Augenschmerzen und bei anderen Erkrankungen des Kopfes durch schädigenden Wind. Das Abdomen wird bei Kolikschmerzen, Dysenterie, Appetitlosigkeit, Hysterie .... und bei Magenschmerzen gestochen.“
1712 publizierte Engelbert Kaempfer in den Amoenitates Exoticae eine ausführliche Abhandlung über die japanische Therapie von Bauchbeschwerden (japanisch senki), die er als Koliken missverstand. Den Wirkungsmechanismus interpretierte er als revulsiv (losreißend, umwälzend): „Zum Ablocken der Dämpfe (und das ist der Sinn des Brennens) würde sich nach europäischem Urteil derjenige Ort am besten eignen, der dem erkrankten Teil am nächsten liegt. Die japanischen Ärzte wählen jedoch oft weit entfernte Punkte, die mit der erkrankten Region nach anatomischen Grundsätzen nur durch die allgemeine Körperhülle verbunden sind … Das Schulterblatt wird mit Erfolg gebrannt um den Magen zu heilen und um den Appetit anzuregen, die Wirbelsäule bei Pleurabeschwerden, die Adduktoren des Daumens bei Zahnschmerzen auf derselben Seite. Welcher Anatom kann hier eine Gefäßverbindung aufzeigen?“ In seiner Abhandlung über die japanische Therapie der von ihm Kolik genannten Oberbauchbeschwerden jedoch beschreibt Kaempfer ein derivativ (ableitend) wirkendes Verfahren, bei dem nur Punkte in der Nähe der erkrankten Region gestochen werden. Revulsiv / derivativ ist ein Gegensatzpaar, dem das Gegensatzpaar Humoralpathologie / Solidarpathologie zuzuordnen ist. Mit dem Aufblühen der anatomischen Forschung zu Beginn der Neuzeit wurde die Humoralpathologie zugunsten der Solidarpathologie verdrängt.
Sowohl Ten Rhijne als auch Kaempfer verfassten ihre Berichte aufgrund von Beobachtungen in Japan, ohne die teils fundamentalen Unterschiede zur chinesischen Therapie zu erkennen. Unter anderem stellte Kaempfer das Führungsröhrchen (jap. 管鍼, On-Lesung: kanshin, Kun-Lesung: kudabari) vor, eine Erfindung des japanischen Akupunkteurs Sugiyama Waichi (杉山 和一; 1610–1694). Beide beschrieben weiter die Klopfnadelung (jap. 打鍼, On-Lesung: dashin, Kun-Lesung: uchibari), eine von dem japanischen Mönch Mubun entwickelte Therapie, welche die Leitbahnen ignoriert, dafür die Bauchregion als „Karte“ des Körpers interpretiert.
Im 17. und 18. Jahrhundert wurden die Berichte von Ten Rhijne und Kaempfer in Europa zwar zur Kenntnis genommen, eine Übernahme dieser Therapieformen in die europäische medizinische Praxis jedoch wurde vehement abgelehnt. Dazu 1787 der Arzt Vicq d'Azyr im Artikel «Acupuncture» der von Charles-Joseph Panckoucke verlegten Encyclopédie méthodique.:
„… Das bei Chinesen und Japanern gebrauchte System der angeblichen schlechten Säfte («humeurs»), denen sie durch die Akupunktur Abzug zu verschaffen glauben, ist nicht fundiert. Wer die «économie animale» gut kennt und über die Natur der Krankheiten nachgedacht hat, soll entscheiden, ob wir es bedauern müssen, dass dieses Mittel bei uns noch nicht angewendet wurde. …“
Ähnlich 1812 der Arzt Henri Bédor (1784–1840) im Artikel «Acupuncture» des von Charles Louis Fleury Panckoucke (1780–1844) verlegten Dictionnaire des sciences médicales. Westliche Ärzte, die nach Ostasien reisten, dürften sich überdies durch den Rückgang der Akupunktur in China bestätigt fühlen. Der chinesische Arzt Xu Dachun (1693–1771), der eine Rückbesinnung und Belebung verfolgte, bezeichnete sie bereits 1757 als verlorene Tradition. 1822 wurde sie an der Kaiserlichen Medizinakademie gar verboten.

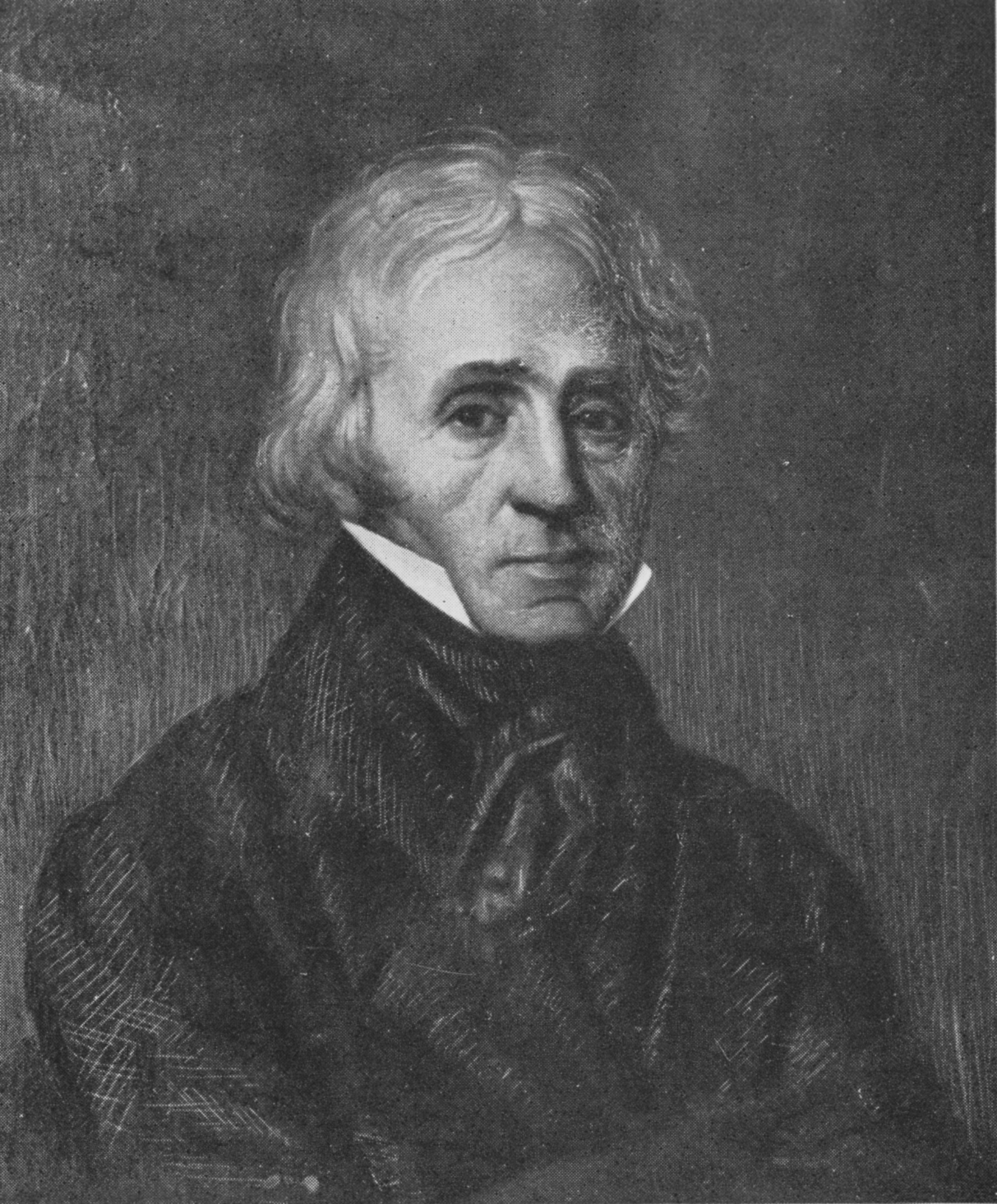
Louis Berlioz 1776–1848

#### Louis Berlioz
Im Frühling 1810 wagte der Arzt Louis Berlioz (1776–1848), der Vater des Komponisten Hector Berlioz eine erste Akupunkturbehandlung. Er lebte und praktizierte in der französischen Provinzstadt La Côte-Saint-André. Die Berichte Ten Rhijnes und Kaempfers waren ihm bekannt. Kaempfers Bericht über die Behandlung der „Kolik“ bei den Japanern diente ihm als Rezeptvorlage.
Er behandelte eine 24-jährige Patientin, die an einem „nervösen Fieber als Folge einer starken und langdauernden Angst“ litt. Symptome waren u. a. Kopfschmerz, krampfartige Schmerzen im Oberbauch, glänzende Augen und ungewöhnliche Geschwätzigkeit. Er stach mit einer Nähnadel nur Punkte im Oberbauch, also mit einem derivativ (ableitend) wirkenden Verfahren. Schon der erste Einstich vertrieb die Oberbauchbeschwerden „wie durch Zauberei“. Die Akupunktur musste zunächst alle drei Tage einmal, nach zwei Monaten täglich ein bis zweimal wiederholt werden. Nach insgesamt sechs Monaten Akupunkturbehandlung waren die Beschwerden bis auf eine nach dem Aufwachen auftretende Übelkeit beseitigt. Diese Restbeschwerden wurden über ein Jahr hinweg durch steigende Dosen Opium kaschiert, die benötigten Opiumdosen durch zusätzliche Gabe von Branntwein in heißem Wasser reduziert. Der Allgemeinzustand der Patientin besserte sich zusehends. Einige neue Attacken des nervösen Fiebers wurden mit der Akupunktur erfolgreich behandelt. Nach einer dieser Behandlungen konnte die Patientin die eingestochene Nadel nicht wieder herausziehen und diese verblieb im Epigastrium. Seit dieser Zeit war die Kranke vollständig geheilt. Die Nadel wurde nicht wiedergefunden, richtete jedoch auch keinen Schaden an.
Berlioz nahm die Akupunktur in das Repertoire seiner Behandlungsmethoden auf und behandelte damit Schmerzen im Oberbauch, Prellungen ohne Blutergüsse, Schmerzen im Bereich von Brust- und Lendenwirbelsäule, wanderndes Rheuma und „nervöse Fieber“ – nach eigenen Angaben mit Erfolg – durch Einstiche in Schmerzpunkte. Seine Beobachtungen konnte er 1816 veröffentlichen.
Der Sohn Hector beschrieb in seinen Memoiren den Vater als beständig arbeitenden Arzt, der sowohl in der kleinen Stadt, in der er lebte, als auch in den Nachbarstädten großes Vertrauen weckte und mehr Wohltäter der Armen und Bauern war, als dass er nach seinem Stand gelebt hätte. Die Weltanschauung des Vaters stufte Hector als liberal ein, d. h., er beschrieb ihn als einen Menschen ohne soziale, politische und religiöse Vorurteile. Berühmte Ärzte hätten sich der Ideen seines Vaters bedient, ohne ihn jemals zu zitieren. Den Vater in seiner Aufrichtigkeit habe dies erstaunt, aber er habe dazu lediglich gesagt: „Was soll's, wenn nur die Wahrheit siegt.“

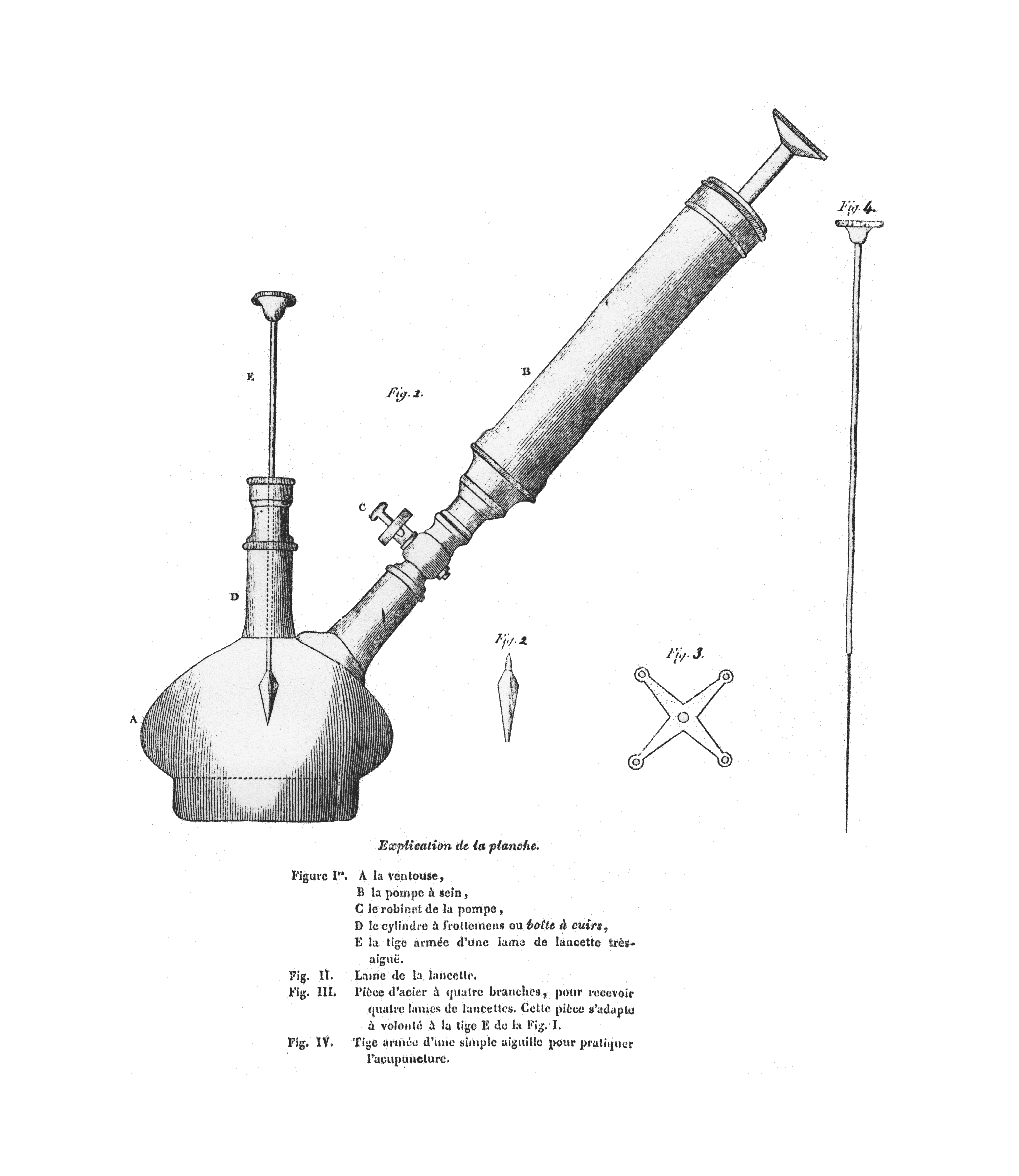
A.P. Demours 1819. Schröpfgerät. Es ermöglicht Schröpfen und gleichzeitigen Aderlass oder Schröpfen und gleichzeitige Akupunktur

#### Auguste Haime und Pierre Fidèle Bretonneau
Auguste Haime und Pierre Fidèle Bretonneau in Tours griffen 1818 Berlioz’ Anregung auf und behandelten gemeinsam Patienten mit Akupunktur. Auch sie stachen nur lokale Schmerzpunkte. Bretonneau führte überdies Tierversuche aus, um die Ungefährlichkeit von tiefen Stichen zu prüfen.

#### Antoine Pierre Demours
Von 1819 bis 1825 nutzte der Pariser Augenarzt Antoine Pierre Demours die Akupunktur in Kombination mit Schröpfen zur Behandlung von Augenerkrankungen. Nadeln und Schröpfköpfe setzte er überwiegend an der Nackenmuskulatur an. Bis zur Mitte des 19. Jahrhunderts wurde in Frankreich – auch in der Universitätsmedizin – das Haarseil (séton) – ein Verfahren zur Erzeugung von Eiterungen – im Nacken zur Behandlung von Augenerkrankungen eingesetzt. So war es auch für Demours naheliegend, zur Behandlung von Augenerkrankungen Nadeln in die Nackenmuskulatur einzustechen. Sein Verfahren ist damit als revulsiv wirkend einzustufen.

#### Jean-Baptiste Sarlandière – Isaac Titsingh

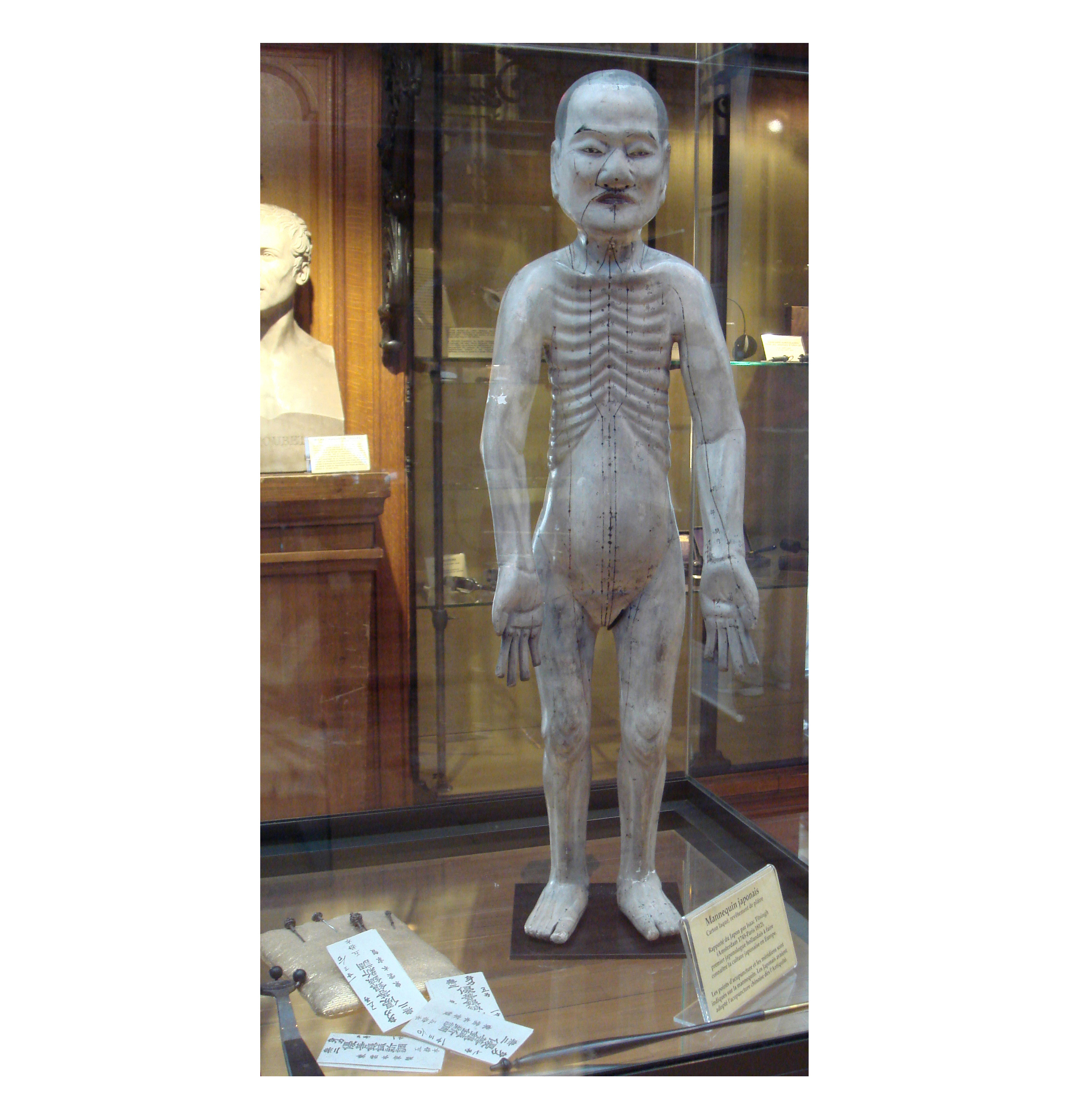
Akupunkturpuppe aus dem Nachlass von Isaac Titsingh. Musée d'histoire de la Médecine, Paris

Der Militärarzt Jean-Baptiste Sarlandière (1787–1838) war bis 1814 in der Armee, anschließend in verschiedenen Militärspitälern tätig. Nach eigenen Angaben hatte er bereits im Jahre 1815 im Militärspital Montaigu einen Kataleptiker erfolgreich mit Akupunktur behandelt. Prioritätsstreit führte er mit Antoine Pierre Demours und mit Jules Germain Cloquet. 1825 veröffentlichte er eine Abhandlung über Elektroakupunktur, in der er seine Erfahrungen mit dieser Akupunkturvariante darlegte. Bereits 1816 hatte Louis Berlioz erwogen, dass die Anwendung eines „galvanischen Schocks“, der durch einen „Volta-Apparat“ erzeugt wird, die Wirkung der Akupunktur steigern könnte. Berlioz wurde von Sarlandière nicht erwähnt.
Im Anhang zu seiner Arbeit präsentierte Sarlandière das Werk eines „holländischen Gelehrten“, nämlich medizinische Manuskripte des Isaac Titsingh. Wie Ten Rhyne und Kaempfer war Isaac Titsingh Angehöriger der Holländisch Ostindischen Compagnie. Einen Japanaufenthalt von drei Jahren und sechs Monaten nutzte er, um eine umfangreiche Sammlung japanisch chinesischer Schriften naturwissenschaftlichen und historischen Inhalts anzulegen. In Japan und Bengalen wertete er einen Teil dieser Sammlung mit Hilfe von Dolmetschern und gestützt auf eigene Kenntnisse der japanischen und der chinesischen Sprache aus. Seine Manuskripte verfasste Titsingh in englischer, französischer und holländischer Sprache. Im Jahre 1796 fuhr er zurück nach Europa, wo er sich bis zum Jahre 1801 in England, dann in Holland und schließlich in Frankreich aufhielt und vergeblich einen Verleger für seine Werke suchte. In Paris starb Isaac Titsingh im Jahre 1812. Sein Sohn und Erbe Wilhelm Titsingh verkaufte die Manuskripte seines Vaters an den Pariser Verleger Nepveu.

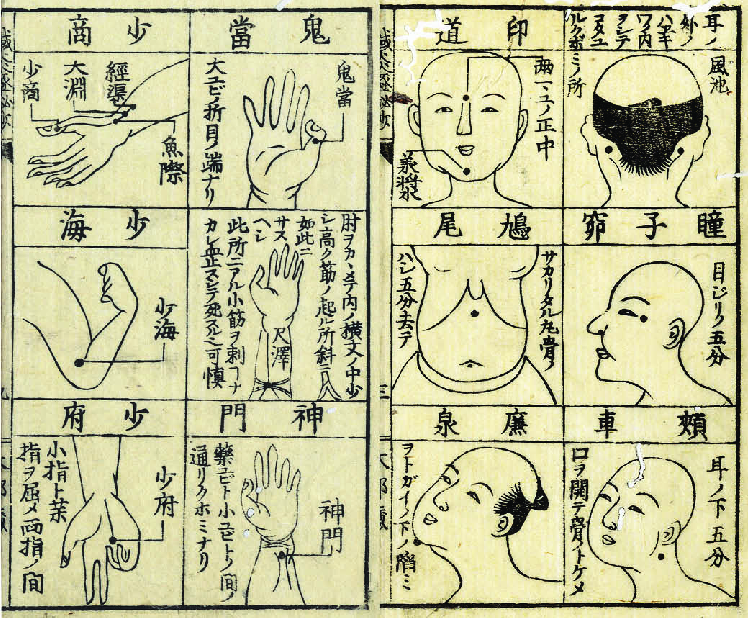
Illustration von Therapiepunkten im Shinkyūgokuhi-shō (Kyōto, 1780)

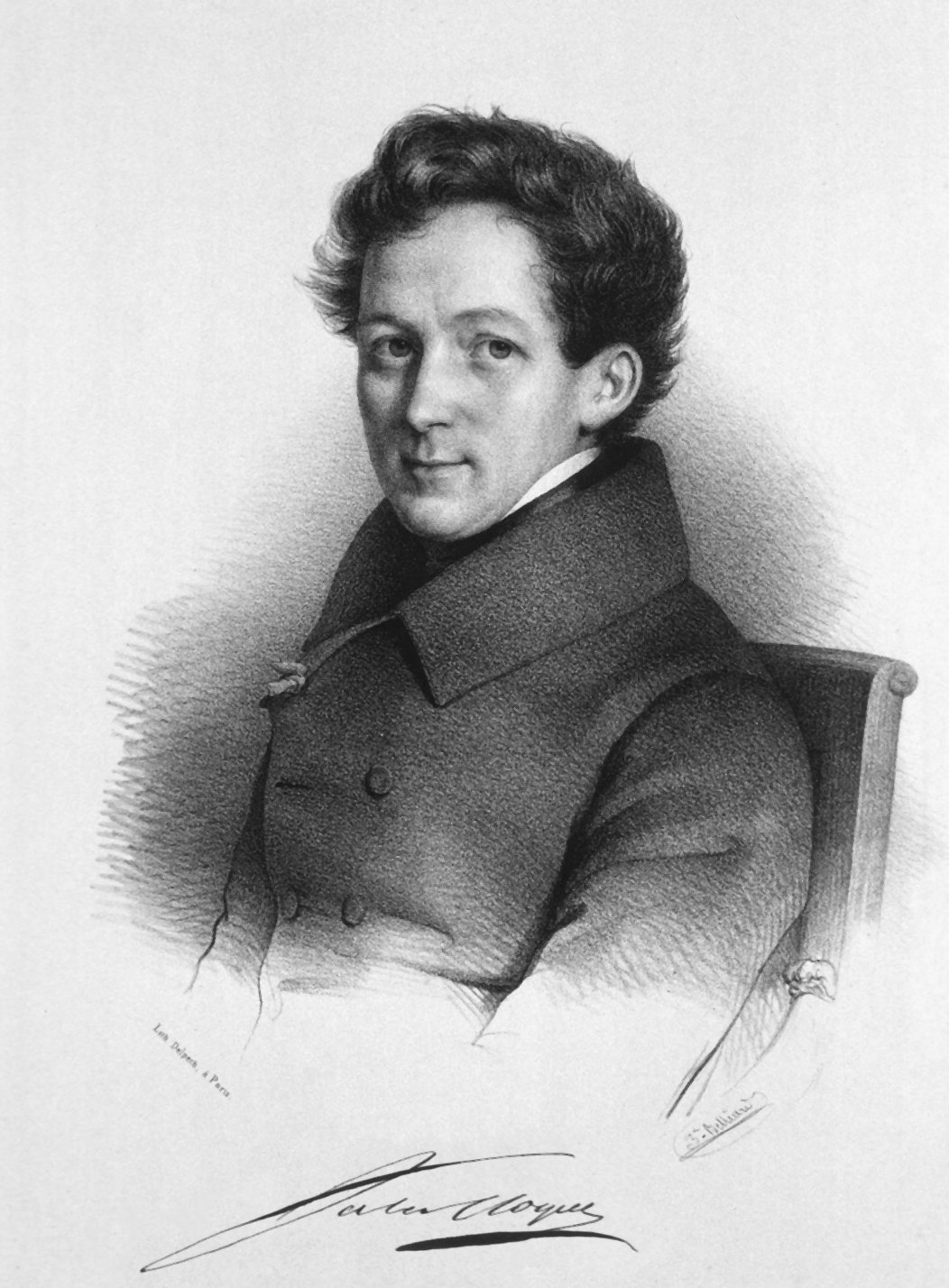
Jules Cloquet 1790–1883

Spätestens 1815 waren Teile aus dem Nachlass Titsinghs dem Arzt Jean-Baptiste Sarlandière zugänglich. Darunter befanden sich eine japanische Akupunkturpuppe mit aufgezeichneten Meridianen und Meridianpunkten und ein Werk über Akupunktur und Moxibustion mit einer niederländischen Übersetzung, die Titsingh mit Hilfe der japanischen Dolmetscher in Japan angefertigt hatte: "Beschreiving van het naadel steeken en moxa branden". Titsingh hatte, ohne es zu ahnen, eine ekklektische Schrift übersetzt. Weder er geschweige denn Sarlandière wussten, dass die japanische Schrift Shinkyū gokuhi-shō (chines. Lesung Zhēn-jiŭ jíbì-chāo) aus der frühneuzeitlichen japanischen "Schule der alten Praxis" (ko-ihōha) stammte, die eigene Beobachtungen und Erfahrungen den herkömmlichen Lehren vorzog und hier und dort gar westliche Elemente aufgriff. Anhand der Akupunkturpuppe, ein Geschenk der Hofarztes Ogino Gengai (Kyoto), fertigte Sarlandière im Jahre 1815 Zeichnungen für Dominique Jean Larrey an, die dieser 1819 seinem Artikel „Moxa“ im Dictionnaire des sciences médicales anfügte. Kernstück der von Sarlandière veröffentlichten Titsingh-Manuskripte war eine Liste von 110 Krankheiten, die kurz beschrieben wurden, und zu denen die zu behandelnden Akupunkturpunkte – mit Bezug zu den Abbildungen – angegeben wurden: „§ 1. Bei Appetitverlust sticht man zunächst 76 (K 9), dann 58 (Ren 10), 75 (K 20) und 56 (Ren 12) (Tjuquan) und man wiederholt das über drei Tage. Tritt keine Besserung ein, streut man etwas Salz auf den Nabel und brennt darauf 17 bis 24 Moxakegel ab. …“ In seiner Praxis stach Sarlandière – wie alle seine Zeitgenossen außer Demours – nur Schmerzpunkte. Er ignorierte die Rezepte aus Titsinghs Manuskript, die es ihm ermöglicht hätten, nach dem Vorbild der Chinesen und Japaner mit einer Kombination aus Nah- und Fernpunkten zu behandeln.

#### Jules Cloquet
Jules Cloquet begann im Herbst 1824 im Pariser Hôpital Saint-Louis die Akupunktur anzuwenden. Cloquet's Beobachtungen wurden durch Pierre Pelletan fils, T. Dantu und J. Morand veröffentlicht. Vom 20. bis 24. Dezember 1824 experimentierten Pelletan und Cloquet im Hôpital Saint-Louis, um Cloquets Vermutung, die Akupunkturwirkung beruhe auf einem galvanischen Prozess, zu objektivieren. Pelletan hatte zu diesem Zweck ein empfindliches Messgerät, den Schweigger-Multiplikator, besorgt. Bei den Experimenten wurde ein Pol des Messgerätes an die eingestochene Nadel, der andere Pol an einen Draht angeschlossen, den der Proband im Mund hielt. Versuchspersonen waren Patienten, die an Neuralgien litten. Im Verlauf des Experiments nahm Pelletan bei geschlossenem Messkreis Schwingungen der Nadel des Messgerätes wahr. Pelletan bezweifelte jedoch, dass der Strom Ursache der Akupunkturwirkung sei.
Zu den Genannten gesellen sich noch folgende Ärzte, die im ersten Viertel des 19. Jahrhunderts in Frankreich über ihre Akupunkturpraxis berichteten: Pierre-Augustin Béclard, Henri-Marie Husson, A. Lacroix, Meyranx und François-Victor Bally, Emile Andrieux, Jean-Louis Alibert, René Laënnec sowie François Magendie. Die Liste ist sicher nicht vollständig.
Im Dezember 1825 schrieb Alfred Velpeau an Pierre Bretonneau:
„Jules [Cloquet] hat sich der Akupunktur bemächtigt. Mit ihr heilt er alles. Darüber hinaus erklärt er, die Krankheiten seien keine Entzündungen, sondern vielmehr ein Strom („fluide“). Nun ja, ein galvanischer, magnetischer, elektrischer, nervöser Strom, wie man will. Jedenfalls ein Strom ... der sich in den Organen anhäuft. Nun, die Nadeln beseitigen diesen Strom. Ist er größer, so macht man einen nervösen Aderlass; ist er kleiner, so nimmt man von einer anderen Person usw. Sie lachen ... es stimmt aber und der kleine Jules sticht, zerreißt und zerschneidet alle, die er mit der Nadel trifft. Nichts widersteht ihm. Alle Neuralgien, Pleuritiden, Peritonitiden, Pneumonien usw. retten sich vor dem Stecher. Bei dem ist eins wichtig: Jules wird bald vermögend sein. Schon eilen Gräfinnen, Herzoginnen und Fürsten herbei, um sich stechen zu lassen. Bald kann er die Nachfrage nicht mehr bedienen. Die Leichtgläubigkeit des Publikums ist ein Nahrungsmittel, das schnell dick und fett macht, wenn man sich davon ernährt – und Jules meidet dieses Nahrungsmittel nicht.“

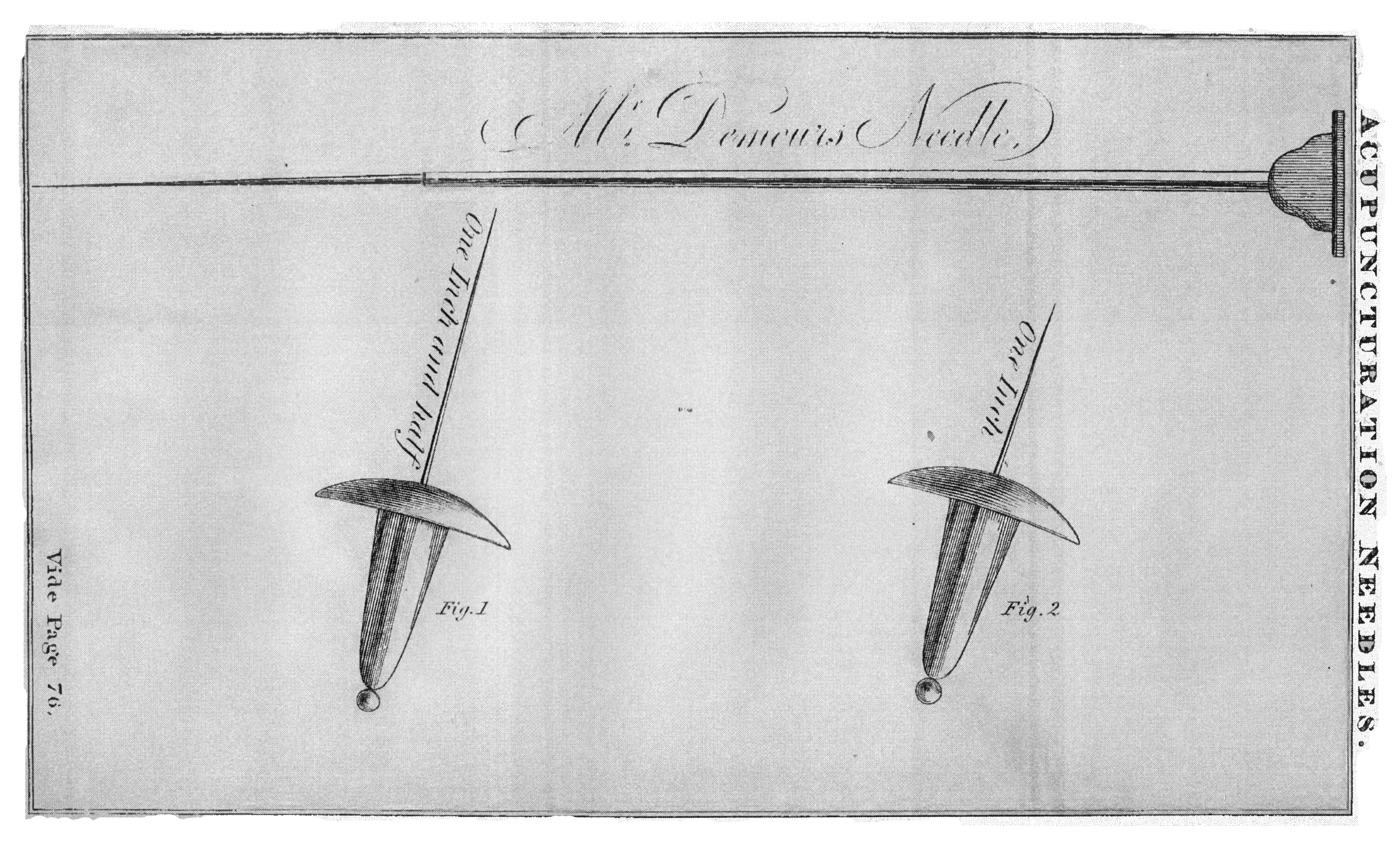
Churchill 1821. Akupunkturnadeln. Oben: nach Demours. Unten: nach Churchill

#### Rezeption in England und in den USA
Angeregt durch die Berichte von Louis Berlioz, Auguste Haime, Pierre Fidèle Bretonneau und Antoine Pierre Demours behandelte der Londoner Arzt James Morss Churchill (1796?–1863) Patienten mit Akupunktur. Seine Erfahrungen veröffentlichte er 1821 und 1828. Er entwickelte eine spezielle Nadelform, durch die ein versehentliches Verschwinden der Nadel im Körperinneren (wie mit den von Berlioz verwendeten Nähnadeln geschehen) durch eine dem Florettgriff ähnliche Konstruktion verhindert wurde.
Auch in den USA schrieben Ärzte ab 1825 über eigene Erfahrungen, die sie nach französischem und englischem Vorbild mit der Akupunktur gemacht hatten.

#### Rezeption in Deutschland

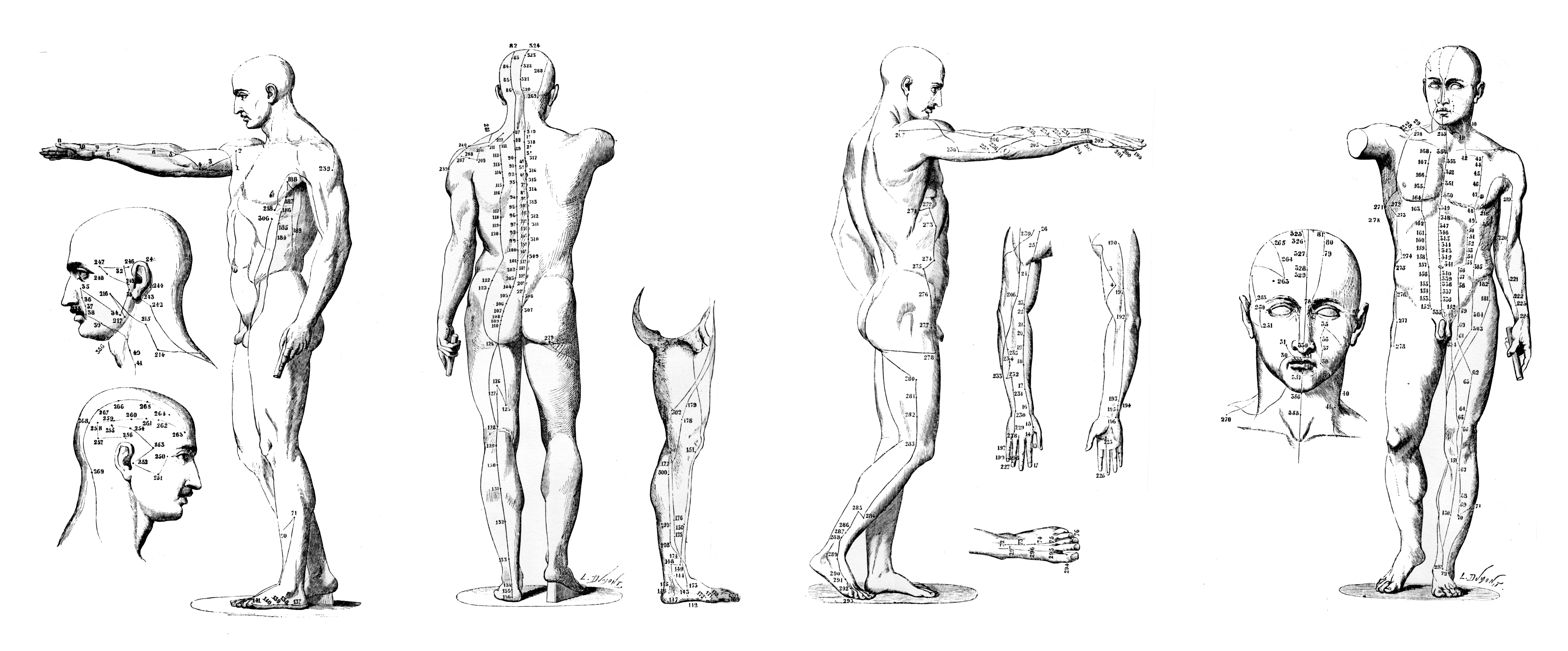
Dabry de Thiersant 1863. Abbildung von Akupunkturpunkten

1825 begleitete Johann Wilhelm von Wiebel seinen König Friedrich Wilhelm IV. auf einem Staatsbesuch in Paris und rapportierte nach der Rückkehr über die neuesten Errungenschaften der französischen Medizin, u. a. auch über seine Eindrücke aus der Pariser Akupunkturpraxis. In der Folge war das Stichwort „Acupunctur“ bis 1828 in allen deutschsprachigen medizinischen Fachzeitschriften überreich vertreten.

#### Claude-Philibert Dabry de Thiersant
1863 verfasste der französische Diplomat Claude-Philibert Dabry de Thiersant zusammen mit dem Pharmakologen Jean Léon Souberain (1827–1892) eine vielbeachtete Studie über die chinesische Medizin, in der auch die Theorie und die Praxis der Akupunktur beschrieben wurden. Die von Dabry und Souberain verwendeten chinesischen Quellen werden noch heute in der Universitätsbibliothek von Montpellier aufbewahrt. Dabrys Arbeit wurde in der medizinischen Praxis nicht beachtet.

### Europa 20. Jahrhundert
Der deutsche Arzt, Sinologe und Medizinhistoriker Franz Hübotter lebte und arbeitete nach dem Ersten Weltkrieg 4 Jahre in Japan und ab 1925 mit Unterbrechungen in China. Er veröffentlichte 1929 in Leipzig sein noch heute als Standardwerk der chinesischen Medizingeschichte geltendes Werk Die chinesische Medizin zu Beginn des XX. Jahrhunderts und ihr historischer Entwicklungsgang.
In der westlichen Welt wurde die Akupunktur ab 1929 insbesondere durch den französischen Diplomaten George Soulié de Morant bekannt gemacht, der die Akupunktur in seinen Schriften zu Beginn der 1930er Jahre als vermeintlich wichtigsten Zweig der chinesischen Medizin beschrieb und die erfolgreiche Behandlung von Cholera-Fällen durch chinesische Akupunkteure beobachtet haben will.
Als Fachgesellschaft für Ärzte wurde die Deutsche Gesellschaft für Akupunktur (heute Deutsche Ärztegesellschaft für Akupunktur e. V., DÄGfA) 1951 von Gerhard Bachmann und Heribert Schmidt gegründet. Als Mitglied der Sociéte internationale d’Acupuncture wurde die Gesellschaft dazu ermächtigt, Diplome auszustellen. Die Deutsche Gesellschaft für Akupunktur gab auch die bis 1969 bestandene Deutsche Zeitschrift für Akupunktur heraus, welche ab 1957 zugleich das Organ der Österreichischen Gesellschaft für Akupunktur war.
1971 erfolgte für das Gebiet der DDR – zunächst als Arbeitsgemeinschaft Reflexmedizin in der Gesellschaft für Innere Medizin – die Gründung der „Deutschen Gesellschaft für Akupunktur und Neuraltherapie“ (DGfAN e. V.).

### Volksrepublik China 19. und 20. Jahrhundert
1822 ließ Kaiser Daoguang Akupunktur sowie Moxibustion an der Kaiserlichen Medizinischen Akademie verbieten. Ende des 19. Jahrhunderts wurde unter der Mandschu-Dynastie im Zuge der Modernisierung ein allgemeines Verbot der Akupunktur ausgesprochen. Auch in der Volksrepublik China wurde die Akupunktur zunächst verboten, um die gewünschte Umorientierung des Gesundheitssystems in Richtung eines wissenschaftlichen Fundaments zu fördern. Jedoch gelangte die Kommunistische Partei Chinas bald zu der Auffassung, dass das Land zu wenige nach wissenschaftlichen Standards ausgebildete Mediziner besaß, die es allein medizinisch versorgen konnten. Daher wurden etwa 500.000 TCM-Praktizierende als sogenannte Barfußärzte ins staatliche Gesundheitssystem integriert, verbunden mit der Hoffnung, dass sie mit der Zeit immer stärker wissenschaftliche Arbeitsweisen übernehmen würden. Weltweit großes Aufsehen und heftige Debatten erregte die während der frühen siebziger Jahre in China vorgenommene Anästhesierung durch Akupunktur. Große Teile der traditionellen chinesischen Medizin einschließlich der Akupunktur sind bis heute neben der nach westlichen Normen betriebenen Medizin weit verbreitet und ins universitäre Bildungssystem integriert.

### USA 20. Jahrhundert
Nach dem Vietnamkrieg zog das US-Militär Erkundigungen ein über den Nutzen der Akupunktur-Anästhesie. Noch im Jahr 2012 finanzierte das US-Militär Akupunkturstudien.

### UNESCO-Kulturerbe
2010 wurden Akupunktur und Moxibustion als Teile der traditionellen chinesischen Medizin in die UNESCO-Liste des immateriellen Kulturerbes der Menschheit aufgenommen.